# Montech
Montech – miejscowość i gmina we Francji, w regionie Oksytania, w departamencie Tarn i Garonna.
Według danych na rok 1990 gminę zamieszkiwało 3091 osób, a gęstość zaludnienia wynosiła 62 osób/km² (wśród 3020 gmin regionu Midi-Pireneje Montech plasuje się na 112. miejscu pod względem liczby ludności, natomiast pod względem powierzchni na miejscu 98.).

## Pomniki

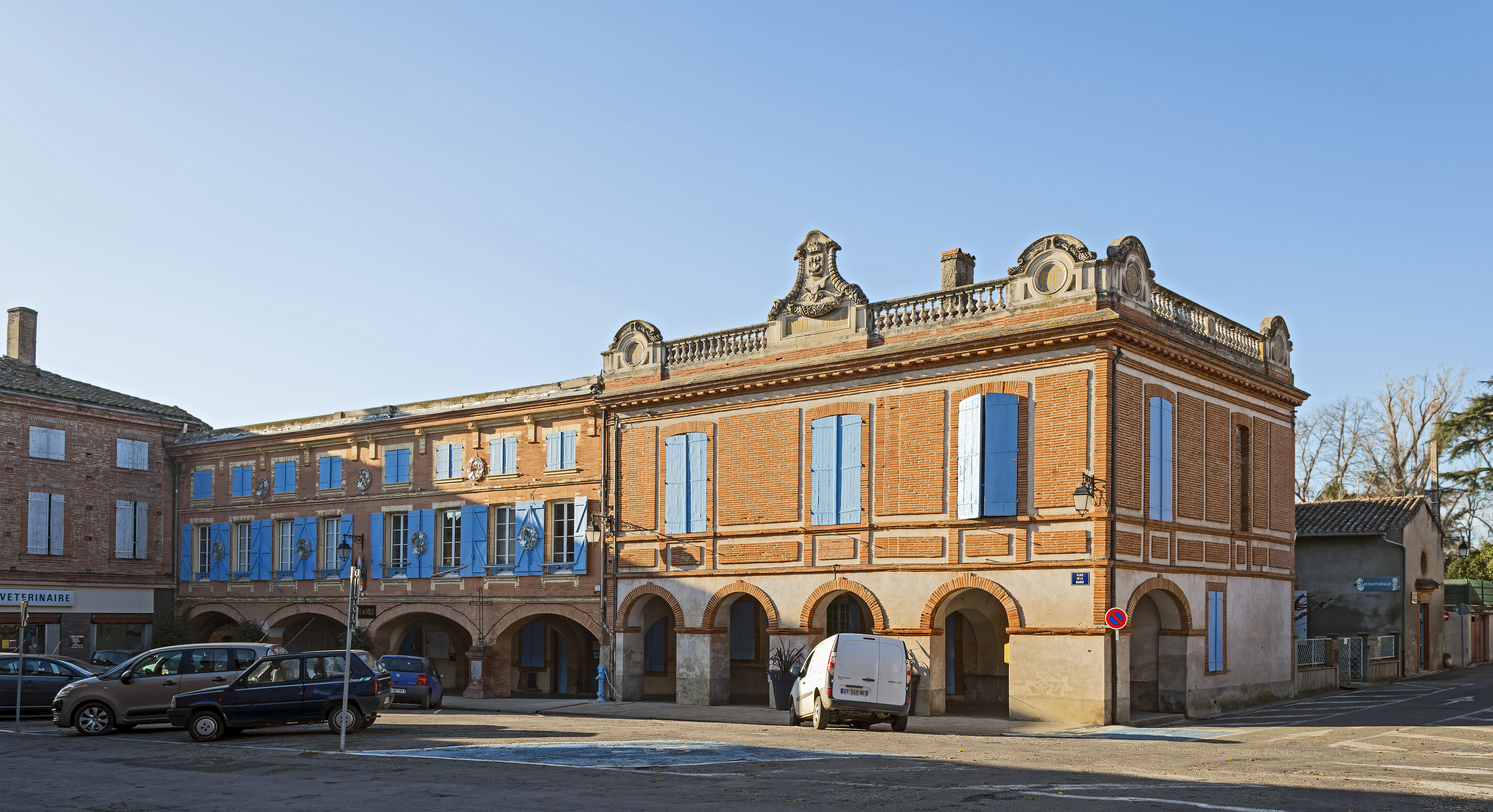
Ratusz
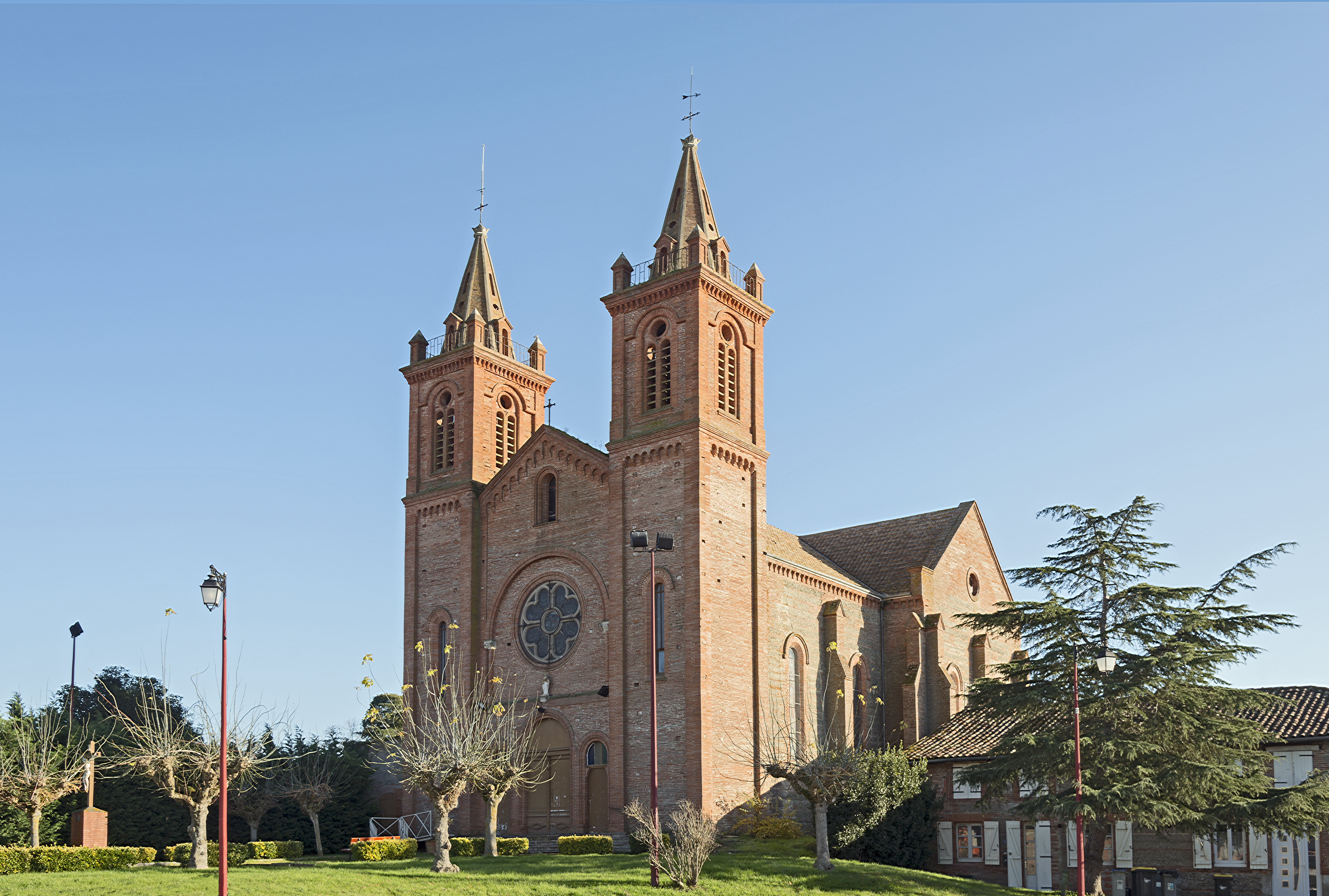
Kościół "Matki Bożej Feuillade"
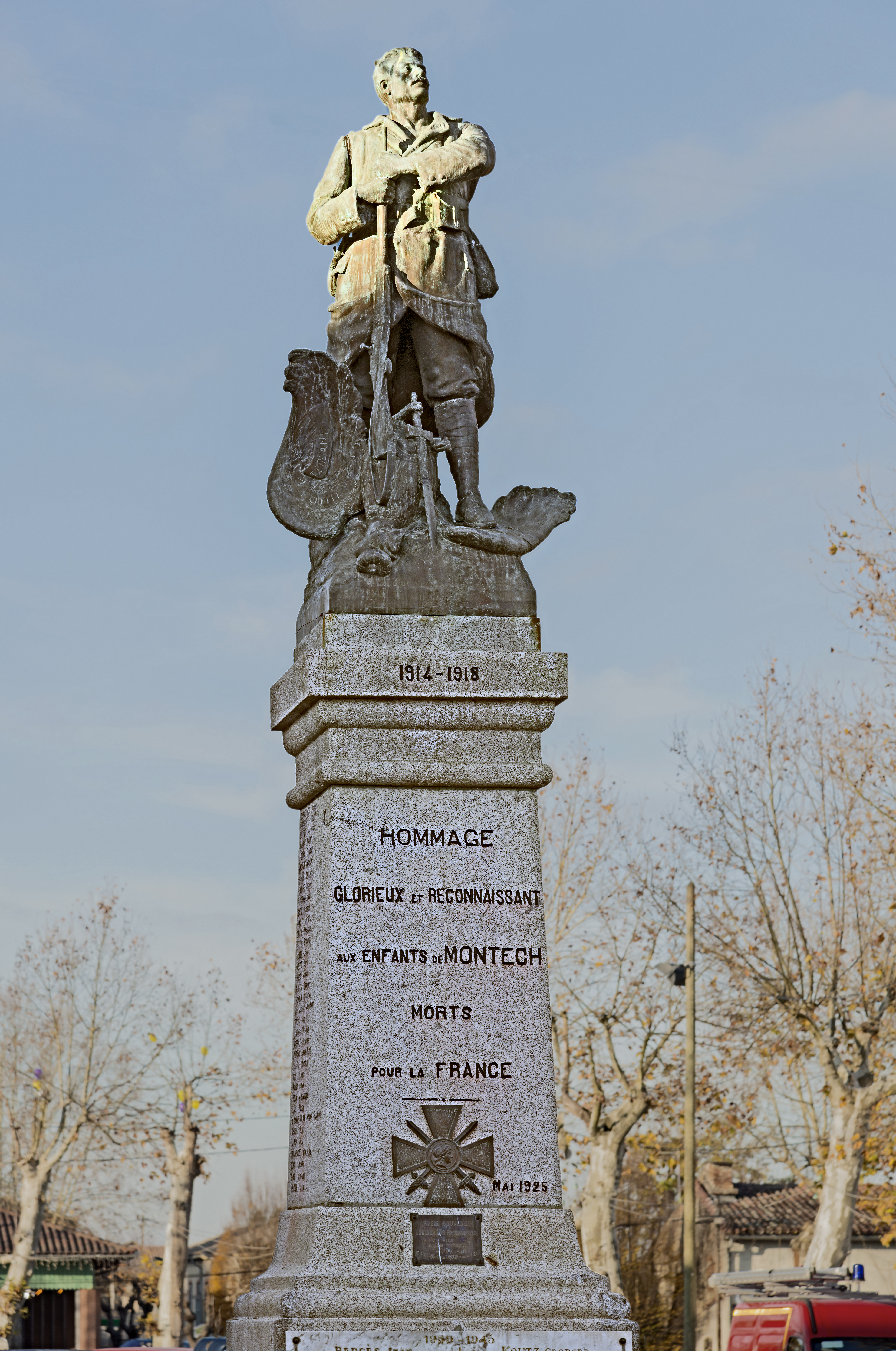
The War Memorial
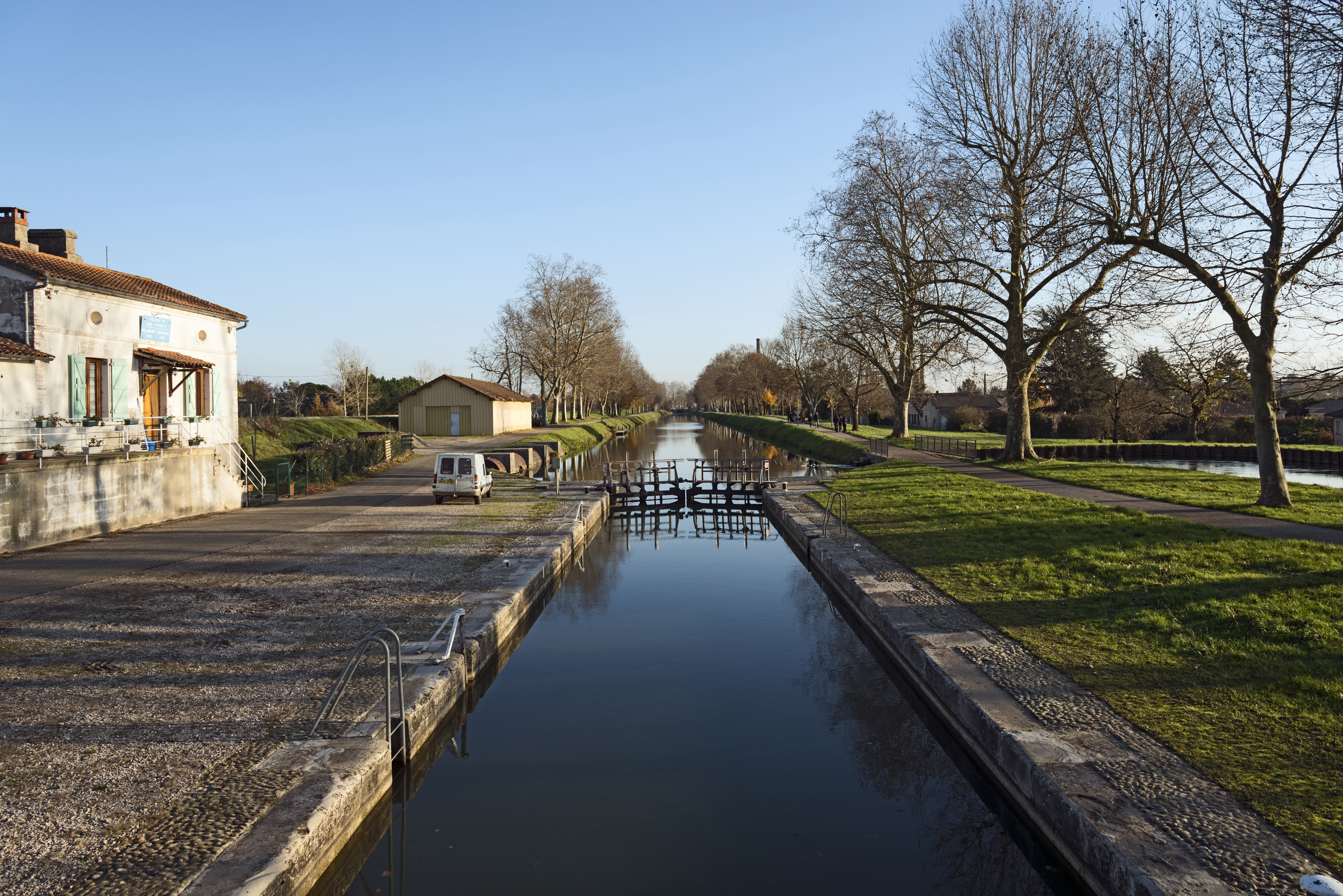
Śluz z Peyrets
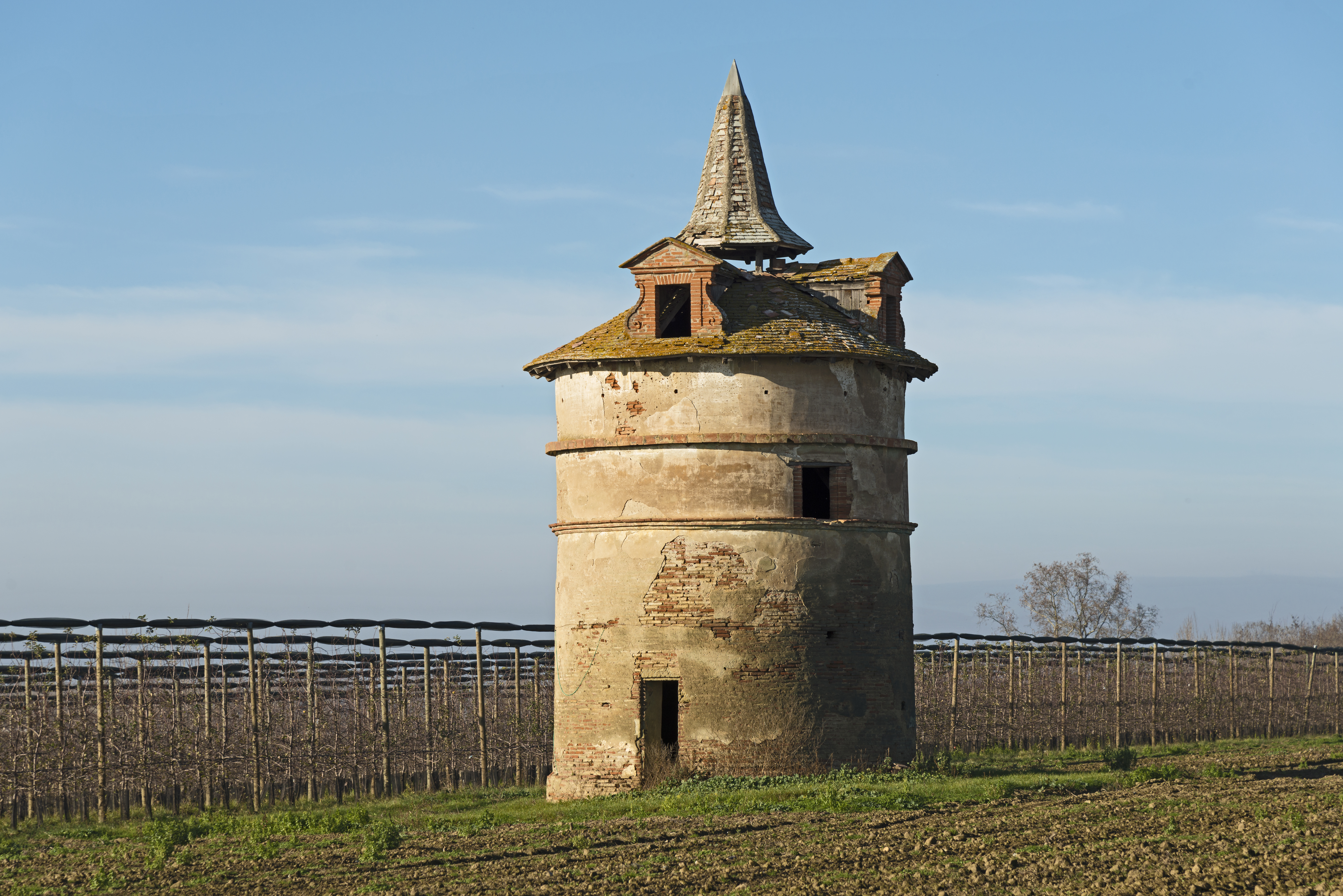
The Dovecote św Cry